# Национальный столичный округ (Папуа — Новая Гвинея)
Национальный столичный округ (англ. National Capital District) — урбанизированная территория Порт-Морсби и его пригородов. Населённые пункты, входящие в состав округа: Коки, Конедобу, Ньютаун, Бадили, Габуту, Кила, Матирого, Фримайл, Каугере, Сабама, Коробозеа, Хохола, Хохола-Норт, Бороко, Гордонс, Гордонс-Норт, Эрима, Вайгани, Мората, Сарага и Гереху. В состав округа входит самое большое село Папуа — Новой Гвинеи — Хануабада.